# 枕崎市立立神中学校
枕崎市立立神中学校（まくらざきしりつたてがみちゅうがっこう）は、鹿児島県枕崎市大塚北町にある市立の中学校。
1994年（平成6年）4月に枕崎市立枕崎中学校から分離開校した枕崎市で最も新しい中学校である。生徒数は168名（2014年5月1日現在）。通称は「立中（たてちゅう）」。

## 教育方針

### 校訓
- 自立・不屈・進取

### 学校教育目標
- 「自ら学ぶ意欲に燃え、豊かな知性と情操を磨き、心身を鍛えるたくましい生徒を育成する。」

## 制服
男子は学ラン、女子はセーラー服。
女子のスカート丈は夏服・中間服・冬服、全て立て膝をした際にスカートの裾が床についていれば良い。

## 部活動
体育系
- 野球部（男子）
- サッカー部（男子）
- バスケットボール部（男子）
- バドミントン部（男女）
- バレーボール部（女子）
- ソフトテニス部（女子）

文化系
- 美術同好会（男女）

## 通学区域
枕崎市立立神小学校の通学区域と同じ下記の区域を通学区域としている。
- 枕崎市
  - 立神本町、塩屋南町、塩屋北町、大塚南町、大塚中町、大塚西町、大塚北町、火之神北町、春日町、立神北町、園見西町、火之神町、火之神岬町の全域
  - 園見本町、中央町の一部
  - 大字西鹿篭番地で立神校区の公民館に属する世帯